# Качка мускусна
Ка́чка му́скусна (Cairina moschata), шипу́н — вид великих качок, розповсюджений у природі Південної Америки та Мексики. Був там же одомашнений та завезений до багатьох країн. До Радянського Союзу вперше потрапив у 1981 році з Німеччини — колишньої НДР. Від звичайних качок відрізняється тим, що може обходитись без водойми та замість крякання видає тихі шиплячі звуки.

## Зовнішність
Для мускусних качок властивий чітко виражений статевий диморфізм. Характерною зовнішньою ознакою шипунів є м'ясистий наріст над дзьобом та навколо очей (незначний у самиць та добре помітний у селезнів), через який свійську мускусну качку часто називають індокачкою, вважаючи її гібридом качки та індика. Таке схрещення, однак, неможливе. Проте є інша досить правдоподібна версія, що її назва — скорочення від «індіанська качка» подібно до того, як індик колись називався «індіанською куркою».
Маса тіла дорослої самиці індокачки становить близько 2–2,5 кг; самця — 4–6 кг.

### Варіанти оперення
- чорні;
- коричневі;
- білі;
- чорні/коричневі з білою головою та шиєю;
- димчасті;
- блакитні;
- строкаті: білі з чорними, коричневими чи блакитними плямами, крапчасті;
- світло-блакитні та світло-коричневі;
- також існують інші, більш рідкісні, різновиди забарвлення.

## Генетичні особливості
Каріотип 2n = 80, гетерохромосомною статтю (ZW), як і в інших птахів, є жіноча.

## Господарська цінність
Мускусні качки цінуються за нежирне дієтичне м'ясо. За рік від однієї самиці можна одержати від 60 до 120 яєць, які можна використовувати в кулінарії.
Сирими, однак, вживати їх у їжу, як і яйця звичайних качок і гусей, не слід, через ризик заразитися сальмонельозом.
Також шипуни зберегли добре розвинений інстинкт насиджування, тому успішно використовуються як «живі інкубатори».
Від схрещування мускусної качки з пекінською (чи якоюсь зі споріднених їй порід) виводять високоякісних гібридів — так званих мулардів, що швидко ростуть та можуть важити до 4 кг.

## Галерея

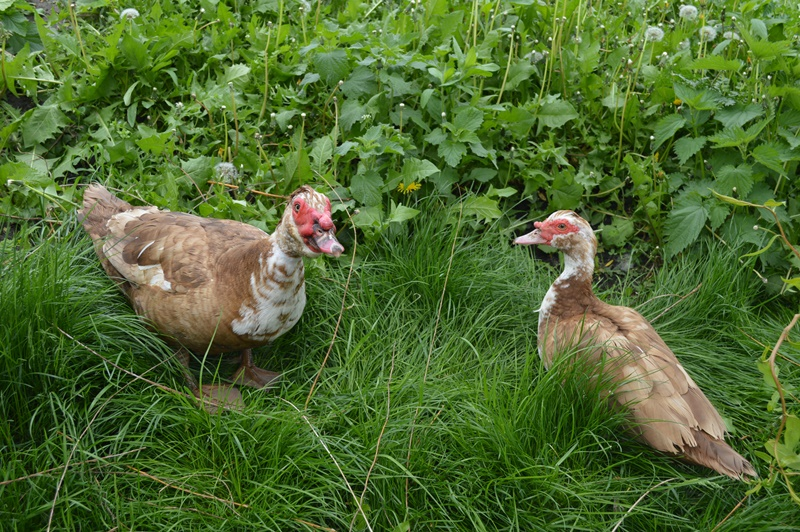
Свійські мускусні качки в парку, с. Мала Бугаївка, Васильківський р-н, Київська обл., 17 травня 2015 р.
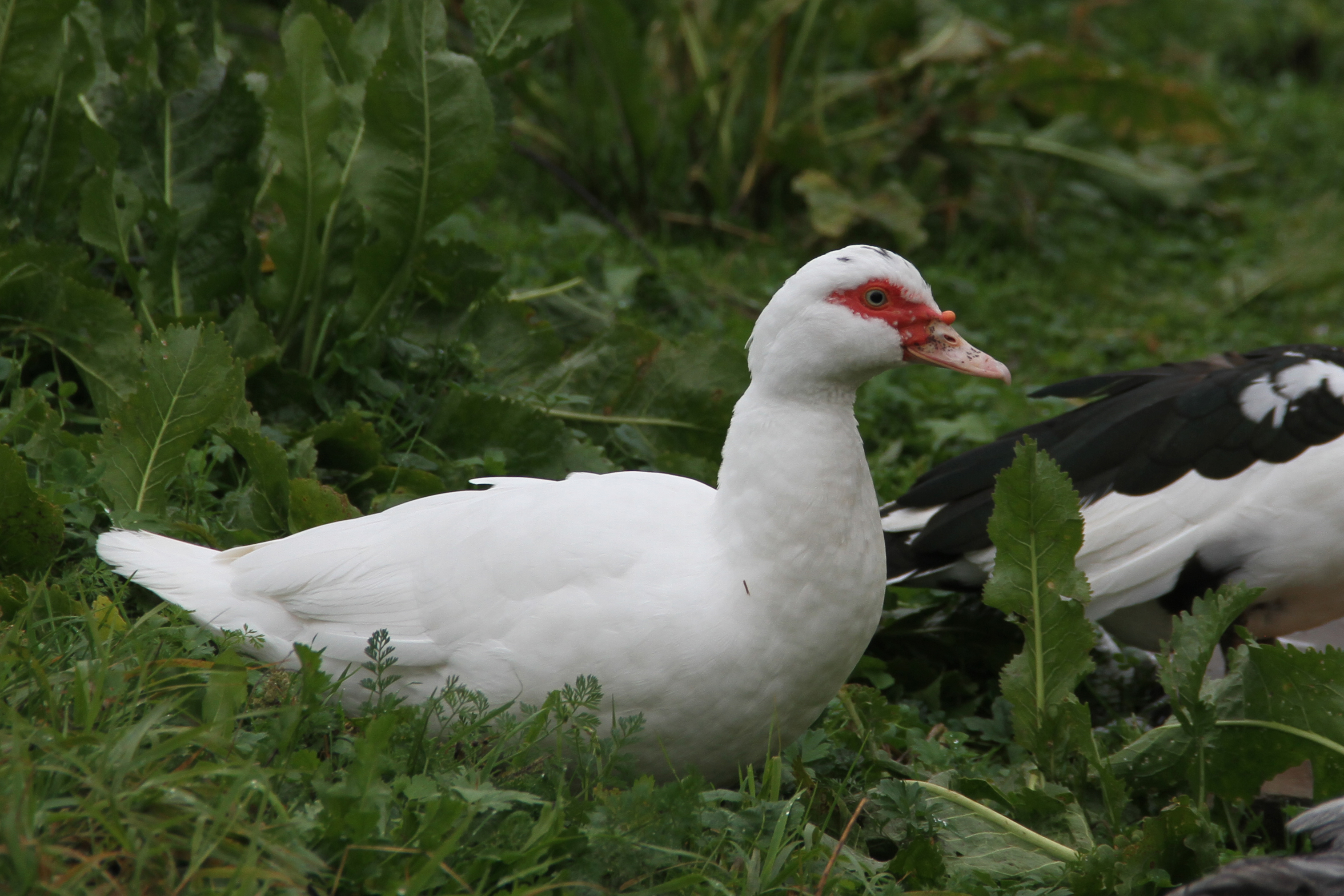
Мускусна качка, самка. Чернівецька область, місто Сторожинець. Жовтень, 2020 рік
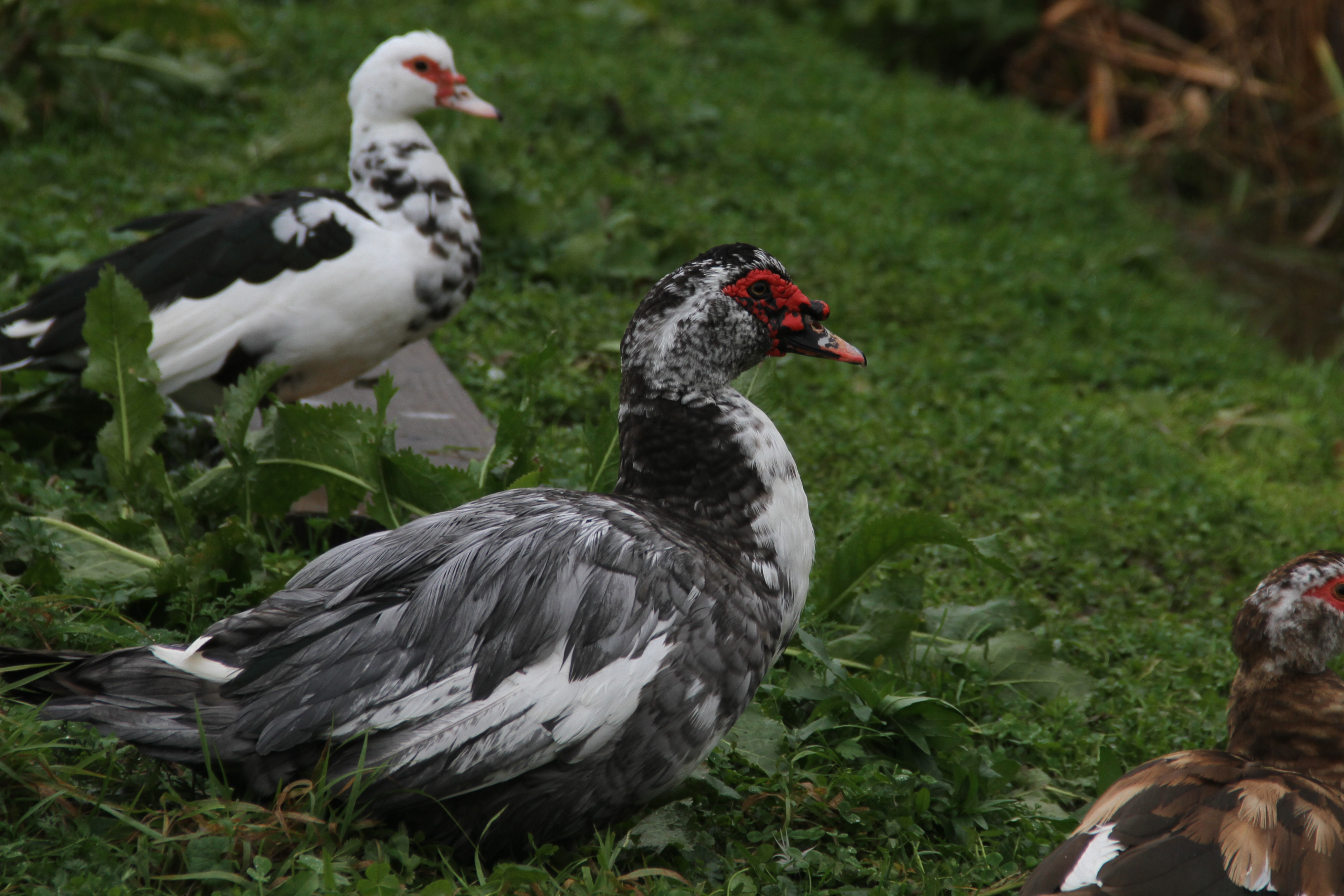
Мускусні качки. Самець по центру. Чернівецька область, місто Сторожинець. Жовтень, 2020 рік